# 古巴革命战争回忆录
《古巴革命战争回忆录》（西班牙語：Pasajes de la guerra revolucionaria），是国际共产主义革命家切·格瓦拉创作的一本自传性著作，讲述古巴革命期间（1956年—1958年），他参与推翻富尔亨西奥·巴蒂斯塔独裁政权的武装斗争的经历。
该书首次出版于1963年，是格瓦拉一系列文章的合集，这些文章最初发表在古巴革命武装力量发行的周刊《绿橄榄》上。
2008年，由贝尼西奥·德尔托罗主演的传记电影《切·格瓦拉》部分改编自此书。